# Aldeaseca
Aldeaseca település Spanyolországban, Ávila tartományban. Aldeaseca Nava de Arévalo, Langa, Castile-Leon, Villanueva del Aceral, Sinlabajos, Donvidas, Palacios de Goda és Arévalo községekkel határos. Lakosainak száma 203 fő (2024).

## Népesség
A település lakosságának változását az alábbi diagram mutatja:
| Lakosok száma | 330  | 313  | 291  | 263  | 270  | 254  | 262  | 238  | 219  | 203  |
|               | 2001 | 2004 | 2006 | 2009 | 2011 | 2014 | 2016 | 2019 | 2021 | 2024 |